# Сковородкин, Владимир Иванович
Сковородкин Владимир Иванович (23 июня 1949 года, Ярославль — 20 октября 1999 года, Тольятти, Самарской области) — советский спортсмен по спортивной акробатике. Мастер спорта СССР международного класса (1973)

## Биография
Родился 23 июня 1949 года в городе Ярославль. В семье был самым младшим, пятым ребёнком. С детства занимался спортивной акробатикой. Тренировался в мужской силовой паре с Михаилом Смирновым. В 1969 году переехал в город Тольятти. Обладатель Кубка Советского Союза 1973 года, призёр чемпионата СССР, победитель международных встреч по акробатике, участник Х Всемирного фестиваля молодёжи и студентов проходивший в Берлине (ГДР) в 1973 году.